# Црква Свете Недеље, Брњача код Ораховца
Црква Свете Недеље у насељеном месту Брњача, у општини Ораховац на Косову и Метохији. Црква је припадала Епархији рашко-призренској Српске православне цркве. Црква је више пута страдала и обнављана је у неколико наврата, а последњи пут 1975. године. Са западне фасаде цркве скинута су два рељефа из 16. века, који се сада чувају у Народном музеју у Београду.

## Мартовски погром 2004.
Црква посвећена Светој Недељи, према извештају КФОР/УНМИК-а од 18. март 2004. године, православна црква је запаљена и уништена. Према постојећим извештајима запаљен је и парохијски дом.